# Josef Kohout

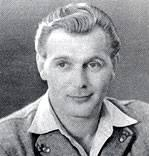
Waarschijnlijk Josef Kohout

Josef Kohout (Wenen, 1917 – aldaar, maart 1994) was een Oostenrijkse overlevende van de naziconcentratiekampen. Kohout werd gevangengenomen om zijn homoseksualiteit, die volgens Paragraaf 175 van het Duitse Wetboek van Strafrecht een misdaad was. Onder het pseudoniem Heinz Heger, dat vaak ten onrechte aan Kohout wordt toegeschreven, heeft Hans Neumann 1972 een boek Die Männer mit dem rosa Winkel (Nederlandse vertaling: De mannen met de roze driehoek) over het leven van Josef Kohout geschreven, een van de zeer weinige biografieën over de behandeling van homoseksuelen in nazigevangenschap. Het boek is vertaald in diverse talen en de tweede druk kwam in 1994 uit. Het was de eerste bekentenis van een homoseksuele overlevende van het concentratiekamp die in het Engels werd vertaald; het staat bekend als de beste. De publicatie scheen niet alleen een licht op het lijden van de homogevangenen, maar ook op het gebrek aan erkenning en de compensatie die ze na de oorlog ontvingen.
Het boek over Josef inspireerde Martin Sherman (Amerikaanse scenario- en toneelschrijver, geboren 1935) tot het toneelstuk Bent (1979), dat in 1997 werd verfilmd door regisseur Sean Mathias (geboren 1956).

## Biografie
Josef was geboren en getogen in Wenen. Zijn moeder, Amalia, en zijn vader, Josef senior, waren rijke katholieken en zijn vader was een hooggeplaatste ambtenaar. Josef werd in maart 1939 op 22-jarige leeftijd gearresteerd, toen een kerstkaart die hij aan zijn vriend Fred had gestuurd, werd onderschept. Zijn vriend, wiens vader een hoge naziambtenaar was, werd geestelijk gestoord verklaard en werd niet gestraft.

### Gevangenschap
Josef werd gevangengezet in het concentratiekamp van Sachsenhausen. Hij schreef dat homoseksuele gevangenen het meest werden beschimpt van alle gedetineerden. Ofschoon de SS-bewaking van het kamp de homoseksuele gevangenen het onderlinge contact verbood, hadden heteroseksuele bewakers wel degelijk seks met homoseksuele gevangenen. De bewakers verklaarden dat zulke ontmoetingen als een "natuurlijke" uiting van hun "normale" seksualiteit in een ongewone situatie moesten worden gezien. Josef had een seksuele relatie met een Kapo (een toezichthoudend gevangene) en daarna met de blokoudste. Florence Tamagne, een Frans historica gespecialiseerd in de homogeschiedenis beschrijft deze relaties als gunstig voor Josef; de bescherming van deze betrekkelijk bevoorrechte mannen zal hem hebben geholpen te overleven.
Zoals andere gevangenen moest ook Josef zinloos werk verrichten in het kamp, zoals sneeuw verplaatsten met een kruiwagen naar de andere kant van het kamp en weer terug, of met zijn blote handen stenen sjouwen. Veel gevangenen pleegden zelfmoord vanwege het harde bestaan en de zinloosheid ervan. Josef observeerde de uitputting van de gevangenen en hoe ze gemarteld werden, en verwoordde in zijn dagboeken de theorie dat het sadisme van sommige SS-officieren hun eigen onderdrukte homoseksuele verlangens weerspiegelde.
Later werd Josef van Sachsenhausen overgeplaatst naar Flossenbürg in Beieren.

### Bevrijding
Flossenbürg werd op 23 april 1945 door de 90ste Infanteriedivisie van het Amerikaanse leger bevrijd. Zijn dagboek begon die laatste dag in het kamp slechts met "Amerikaner gekommen" ("Amerikanen gekomen").
Hij werd uiteindelijk verenigd met zijn moeder. Zijn vader had in 1942 zelfmoord gepleegd, en had een briefje voor Amalia achtergelaten waarin stond "Moge God onze zoon beschermen".

## Het boek
Tussen 1965 en 1967 deed Heinz Heger (Hans Neumann) rond 15 interviews met Josef, die beschreef uitgebreid het barbaarse leven in het kamp, en de afkeuring waarmee de homo's die het concentratiekamp hadden overleefd, na de bevrijding te maken kregen. Net als andere homoseksuele ex-gevangenen, werd ook Kohout beschouwd als crimineel, omdat homoseksualiteit ook na het naziregime nog steeds illegaal was. Hij kwam niet voor compensatie in aanmerking; ondanks verwoede pogingen ontving hij niets van de West-Duitse regering. Veel andere homoseksuele mannen belandden na het kamp in de gevangenis.
Het boek is een van de weinige die de ervaringen beschrijven van homoseksuele gevangenen onder de nazi's. Op scholen en universiteiten wordt het als lesmateriaal gebruikt.
In het Journal of the History of Sexuality, een wetenschappelijk tijdschrift uit Texas, noemde Erik N. Jensen de boek over het leven van Josef de aanleiding voor een keerpunt in de geschiedenis van de homogemeenschap. Activisten in de jaren 60 en 70 van de twintigste eeuw begonnen zich naar aanleiding van het boek rekenschap te geven van de ervaringen van de vorige generatie. De roze driehoek omarmden ze als een symbool voor de homo-identiteit.

## Nalatenschap
Kohout stierf in Wenen op 79-jarige leeftijd. Enkele van zijn eigendommen werden door zijn partner aan het United States Holocaust Memorial Museum geschonken. Dit waren onder andere zijn dagboeken, een aantal brieven die zijn ouders hem schreven maar die hem tijdens zijn gevangenschap nooit hadden bereikt, en een reep stof van zijn kleding met daarop de roze driehoek en het nummer (1896) dat hij als gevangene verplicht was te dragen. Het is de eerste driehoek waarvan is vastgelegd aan wie hij had toebehoord.